# モンテフィアスコーネ
モンテフィアスコーネ（伊: Montefiascone）は、イタリア共和国ラツィオ州ヴィテルボ県にある都市で、人口約13,000人の基礎自治体（コムーネ）。
ボルセーナ湖を望む丘の上に位置する市街は長い歴史を持ち、司教座聖堂（ドゥオーモ）を擁する。中世以来すぐれたワインの生産でも知られており、D.O.C.ワイン（原産地統制を受けたイタリアワイン）「エスト! エスト!! エスト!!! ディ・モンテフィアスコーネ」の産地である。

## 地理

### 位置・広がり
ヴィテルボ県北部に所在するコムーネである。ボルセーナ湖南東の丘の上に位置するモンテフィアスコーネの街は、県都ヴィテルボの北北西約15km、チヴィタヴェッキアの北北東約53km、ペルージャの南南西約70km、首都ローマの北北西約79kmに位置する。

#### 隣接コムーネ
- ボルセーナ - 北
- バニョレージョ - 北東
- ヴィテルボ - 南
- カポディモンテ - 西
- マルタ - 西
- サン・ロレンツォ・ヌオーヴォ - 北西
- グラードリ - 北西

### 気候分類・地震分類
モンテフィアスコーネにおけるイタリアの気候分類 (it) および度日は、zona E, 2467 GGである。
また、イタリアの地震リスク階級 (it) では、zona 2B (sismicità media) に分類される。

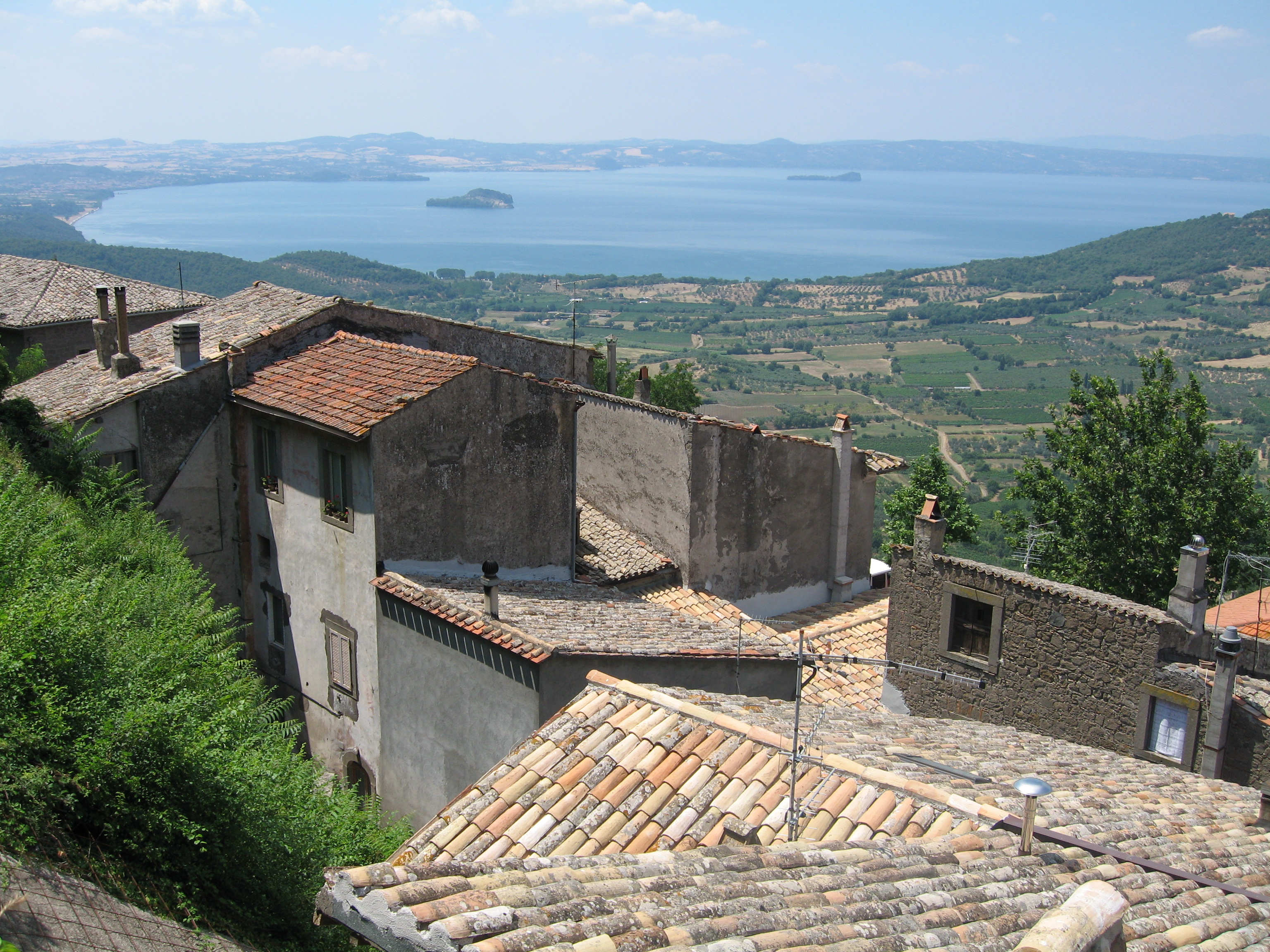
町から眺めるボルセーナ湖
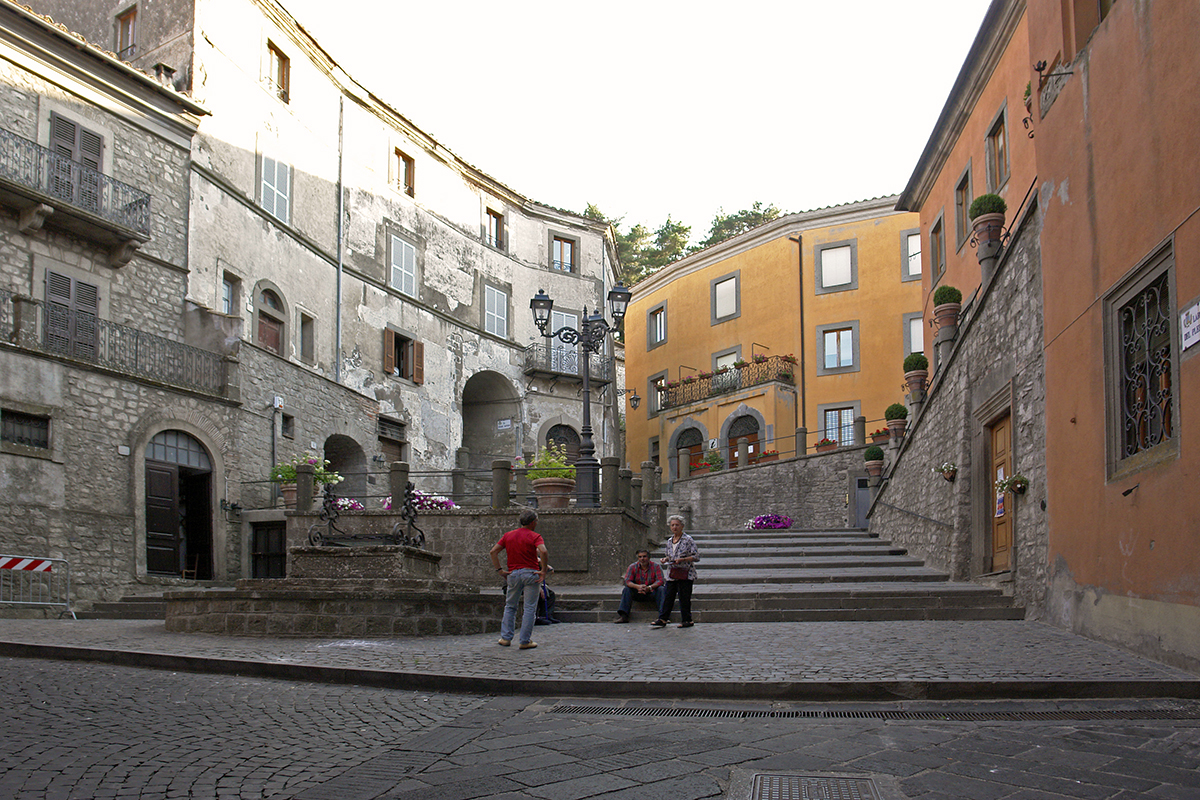
旧市街

## 歴史

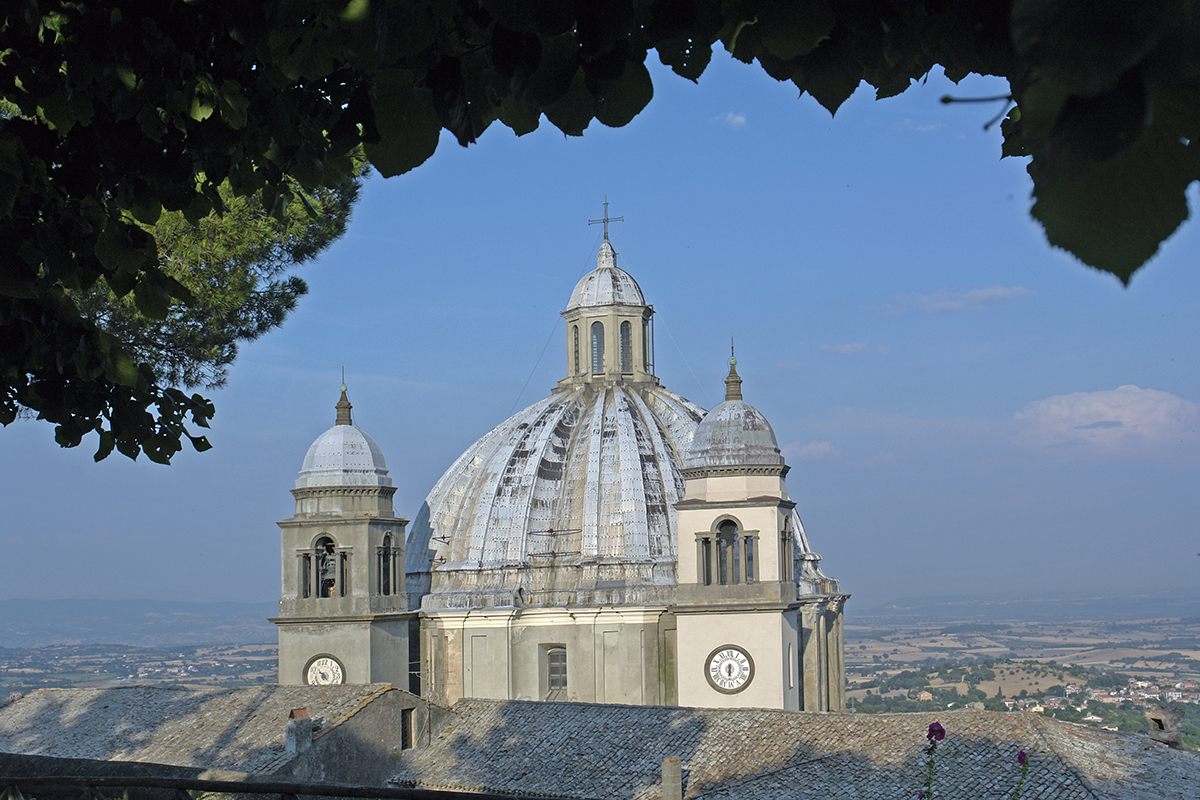
モンテフィアスコーネ大聖堂

この都市の地名は、Mons Faliscorum（ファリスキ人の山）に由来しており、のちにエトルリアの支配下に入った。この都市には、ファヌム・ヴォルトゥムナエと呼ばれるエトルリアの神殿があったと考えられている。ローマ帝国のもとで、この祭典はウォルシニー付近において執り行われていた。
モンテフィアスコーネの名を記した最古の文書は853年のもので、このとき都市はトスカナ司教に属していた。1058年には教皇ステファヌス9世が、1074年には教皇グレゴリウス7世が、それぞれ訪れている。
1093年には、神聖ローマ皇帝ハインリヒ4世が城塞を包囲した。1185年には皇帝フリードリヒ1世が訪れており、この城塞の重要性が確認できる。その後の2世紀にわたり、モンファルコーネは教皇領となり、その全盛期を迎えた。城はしばしば教皇の御座所となり、拡張と装飾が加えられた。14世紀のアヴィニョン捕囚の時代には、この城は教皇使節アルボルノス枢機卿 (Gil Álvarez Carrillo de Albornoz) の居城であった。
しかしながら、1462年の教皇ピウス2世の時代には、すでに城は荒廃した状態になっていた。1657年の疫病や、1697年の地震は、荒廃に拍車をかけた。
1870年、教皇領の編入により、この都市はイタリア王国の一部となった。第二次世界大戦中の1944年5月には、連合軍の爆撃により被害を受けている。

## 行政

### 分離集落
モンテフィアスコーネには、以下の分離集落（フラツィオーネ）がある。
- Le Coste, Le Grazie, Le Mosse, Zepponami, I Fiordini, I Cevoli, La Commenda, Il Lungolago

## 文化・観光
モンテフィアスコーネの大聖堂
モンテフィアスコーネの大聖堂 (Montefiascone Cathedral) は、建築家ミケーレ・サンミケーリ（1484年-1559年）の初期の作品のひとつである。聖マルゲリータにささげられたこの聖堂は1330年に破壊され、300年にわたって再建工事が続けられた。1670年には火災の被害に遭い、工事はさらに10年延びることとなった。現在の内装は、1893年に補修されたものである。

## 交通

### 道路
国道
- SS2 (it:Strada statale 2 Via Cassia)
- SS71 (it:Strada statale 71 Umbro Casentinese Romagnola)